# Артеміда
Артемі́да (грец. Ἄρτεμις) — грецька богиня полювання, диких земель та тварин, Місяця та цноти, покровителька й захисниця дітей і жінок. Одна з найшанованіших давньогрецьких богів, шанувалася як богиня пологів і акушерства разом з Ейлейтією. Подібно до Афіни та Гестії, Артеміда вважала за краще залишатися цнотливою і присягнула ніколи не вступати в шлюб.
Її храм в Ефесі був одним із семи чудес стародавнього світу. Діану, її римського еквівалента, особливо шанували на Авентінському пагорбі в Римі, біля озера Немі в Альбанських пагорбах і в Кампанії.
Дочка Зевса і німфи Лето, сестра-близнючка Аполлона. Вважалося, що вона приносить жінкам та дітям хвороби, як і позбавляє їх від них.

## Імена та епітети
Розмаїття міфів про Артеміду і велика кількість імен богині свідчать про те, що в її образі поєднано кілька божеств. Артеміда називалась «Чиста» або «Осяйна»; атрибутами її, як усіх богів світла, були лук і стріли, також часом зображалися сагайдак і мисливські ножі, а олень і кипарис були для неї священними. Артеміді віддавали почесті в місцях культу Аполлона, зокрема на делоській горі Кінт (Артеміда Кінтія), у Дельфах, у Дідімі, де поряд з Аполлоном Далековлучним шанували й Далековлучну Артеміду.

## Артеміда в міфах

### Народження
У класичній грецькій міфології наводяться різні суперечливі описи щодо народження Артеміди та Аполлона. Однак все вказує на те, що вона була позашлюбною донькою Зевса та німфи Лето. В одних джерелах вона народилась одночасно з Аполлоном, в інших — раніше або пізніше. Більшість історій зображують Артеміду як первістка.
Під час любовних ігор Зевс перетворився на перепела, а Лето — на перепілку. Ревнива Гера послала змія Піфона переслідувати Лето по всьому світу. За словами Каллімаха, Гера заборонила їй народжувати на землі, будь-то terra firma (материк) чи острів. Однак Делос (плавучий острів, який не був ні справжнім островом, ні материком) не послухався і дозволив Лето народити там. Згідно з Гомерівським Гімном Артеміді, титаніда знайшла прихисток на острові Ортігія, що поблизу Делоса, де народила Артеміду, яка відразу ж, щойно народившись, допомогла матері перебратися через вузьку протоку, і там, на Делосі, між оливою і фініковою пальмою, після дев'яти днів переймів Лето народила Аполлона.

### Дитинство
Артеміда стала богинею-захисницею всіх тварин, що смокчуть молоко, і немовлят. Оскільки Лето народила її без болю, до Артеміди стали звертатися з молитвами вагітні жінки. Проте в її владі було також підтримання порядку вбивати й насилати хвороби, а з собою Артеміда завжди носила лук і стріли. Сталося це тому, що ще трирічною Зевс спитав її, який дар вона хотіла б отримати. Артеміда, сидячи на коліні Зевса, попросила його виконати кілька її побажань:
- завжди залишатися незайманою;
- мати багато імен, щоб відлучити її від брата Аполлона;
- мати лук і стріли, зроблені циклопами;
- бути Феспорією;
- мати туніку до колін, щоб мати змогу полювати;
- мати 60 океанід, щоб були її хором;
- мати 20 німф як служниць, щоб спостерігати за її собаками і кланятися, коли вона відпочиватиме;
- правити всіма горами;
- мати будь-яке місто;
- мати здатність допомагати жінкам у болях пологів.[2]

Отримавши такі дари, Артеміда вирушила оглядати свої володіння на Криті та набрала собі в допомогу дев'ятирічних німф. За запрошенням Гефеста вона відвідала кіклопів, але, незадоволена манерами одного з них (Бронтона), вирвала кіклопу волосся на грудях, де назавжди залишилася лисина. Від кіклопів Артеміда отримала зброю: лук і срібні стріли. При цьому вона наказала відволіктися від виготовлення ясел для коней Посейдона, тому зі здобичі на полюванні першу дичину греки присвячували саме Артеміді. Від лісового бога Пана Артеміда отримала мисливських собак, яких боялися навіть леви. Зловивши ланей, богиня запрягла їх в золоту колісницю з золотою упряжжю, запалила від враженого блискавкою дерева смолоскип і випробувала срібні стріли, пустивши їх у дичину, дерева і порушників справедливості.

## Залицяльники
Бережучи цноту, Артеміда зацікавила численних людей та богів, чиї залицяння вона відкидала та жорстоко карала їх зазіхання. 
Алфей. Річковий бог Алфей закохався в Артеміду і вирішив захопити її. Він переслідував богиню по всій Греції. Артеміда висміяла Алфея, наказавши всім своїх німфам намастити лиця глиною і вимастившись сама. Всі вони стали однаковими з вигляду й Алфей втік, не в змозі знайти справжню Артеміду. В іншій історії Альфеус намагається зґвалтувати прихильницю Артеміди Аретусу. Артеміда бачить Аретусу і рятує її, перетворюючи на джерело у своєму храмі, а Алфея вбиває.
Актеон. Коли син Арістея Актеон підглядав, як Артеміда купається, і похизувався цим друзям, вона перетворила його на оленя, а її 50 собак розірвали зухвальця на шматки.
Оріон. Мисливець-красень Оріон полював разом з Артемідою. Серед варіантів його смерті: вбивство Артемідою в самозахисті, коли він намагається зірвати її одяг. Вбивство Артемідою за спробу спокусити її супутницю Опісу. Існує також версія, що Артеміда, ще до того, як стати Олімпійкою, була закохана в Оріона. Аполлон, бажаючи захистити її цноту, обдурив сестру, і вона вбила Оріона.
Алоади Отос і Ефіальт, агресивні велетні, не могли бути вбиті ніким іншим, окрім один одного. Зростання Алоадів ніколи не припинялося, і вони хвалилися, що тільки-но сягнуть небес, викрадуть Артеміду і Геру (або ж Афіну) і одружаться з ними. Боги боялися їх, за винятком Артеміди, яка перетворилася на лань і вискочила між ними. Алоади одночасно кинули в лань свої списи та ненавмисне вбили один одного.
Буфагос, син титана Япета, роздумував над зґвалтуванням Артеміди, тому вона вбила його стрілою.
Сипроїт — хлопчик, який випадково побачив купання Артеміди. Перетворила його на дівчину.
Артеміда вимагала цнотливості і від німф. Коли Зевс спокусив її улюбленицю Каллісто, набувши вигляду самої Артеміди, богиня обернула Каллісто на ведмедицю і нацькувала своїх собак. Однак Зевс врятував німфу, помістивши її на небо як сузір'я Великої Ведмедиці.

## Супутниці
Поліфонта. Зневажала Афродіту і стала супутницею Артеміди. За це Афродіта вселила їй любов до ведмедя, за що Артеміда зненавиділа її. Поліфонта народила від ведмедя Агрія і Орея, які були величезного зросту і поїдали чужинців.
Прокрида. Донька Ерехтеля, дружина Кефала, мати Акрисія. Одного разу, коли Кефал полював в горах, його побачила Еос і закохалася в нього. Щоб охолодити любов своєї суперниці Прокриди, вона послала до неї Кефала в образі чужинця, який, запропонувавши їй блискучі дари, переконав її порушити подружню вірність, після чого показав свій справжній вигляд. Присоромлена Прокрида втекла на Крит, де вступила в число супутниць Артеміди. На Криті цар Мінос подарував їй пса, швидкого як вітер, і спис, що не дає промаху.
Інші коханки: Гіала, Нефела, Опіс, Ортігія, Псека, Раніда, Фіала.

## Жертви
Агамемнон. За те, що Агамемнон убив священну лань Артеміди та хвалився своєю влучністю, богиня зажадала, щоб він приніс їй в жертву власну доньку. Непомітно Артеміда забрала Іфігенію з жертовного вівтаря, замінивши її ланню, і перенесла в Тавриду, де вона стала жрицею богині.
Адоніс часто вихвалявся своїми мисливськими вміннями. Він порівнював себе з Артемідою, кажучи, що полює краще за неї. Є кілька версій його смерті:
- Вбитий Артемідою за зухвальство. Вона послала на нього кабана.
- Артеміда вбила Адоніса за реванш.
- Був убитий Аресом за те, що кохався з Афродітою.[8]

Аріадна. Убивши Мінотавра, Тесей втік з Аріадною на острів Наксос, у святилищі якого вони побрались (чи зайнялись коханням), осквернивши цим святилище, через що Аріадна була вбита стрілами Артеміди.

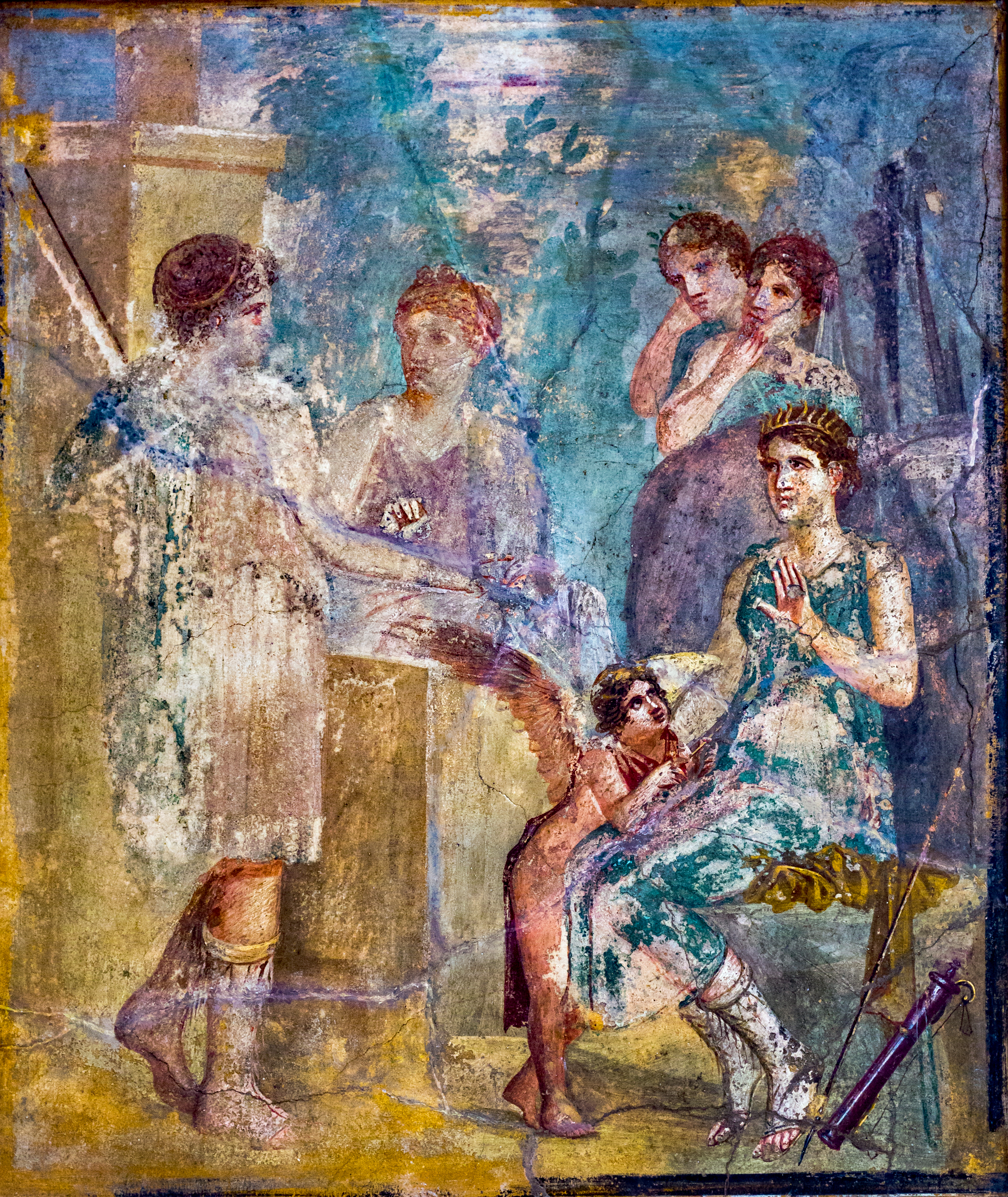
Артеміда (сидить одягнена в променеву корону), прекрасна німфа Каллісто (ліворуч), Ерос та інші німфи. Антична фреска з Помпеї.

Аура була донькою Лелантоса і Перибої. Одного разу вона стверджувала, що тіло Артеміди було занадто жіночним, і сумнівалася в її цноті. Артеміда звернулася до Немезіди з проханням допомогти помститися за її гідність і закликала Діоніса зґвалтувати Ауру. Аура стала шаленою та небезпечною вбивцею. Народивши синів-близнюків, вона з'їла одного з них, іншого, Якха (Ἴακχος) Артеміда врятувала. Пізніше Якх став прихильником Деметри та керівником Елевсінських містерій.
Буфагос, син титана Япета, побачив Артеміду і задумався про її зґвалтування. Читаючи свої грішні думки, він не встиг оговтатись, як Артеміда застрелила нахабного Буфагоса.
Каллісто. За однією з версій, не була перетворена на ведмедя, а була вражена стрілою.
Меланіпп і Комефо. Меланіпп закохався в Комефо, жрицю Артеміди та насолодився з нею коханням в храмі. За це їх принесли в жертву Артеміді.
Ойней. Одного разу Артеміда розгнівалася на царя Калідона Ойнея, який забув їй принести перші плоди врожаю, і наслала на місто страшну каледонську свиню (за іншими джерелами — вепра). 

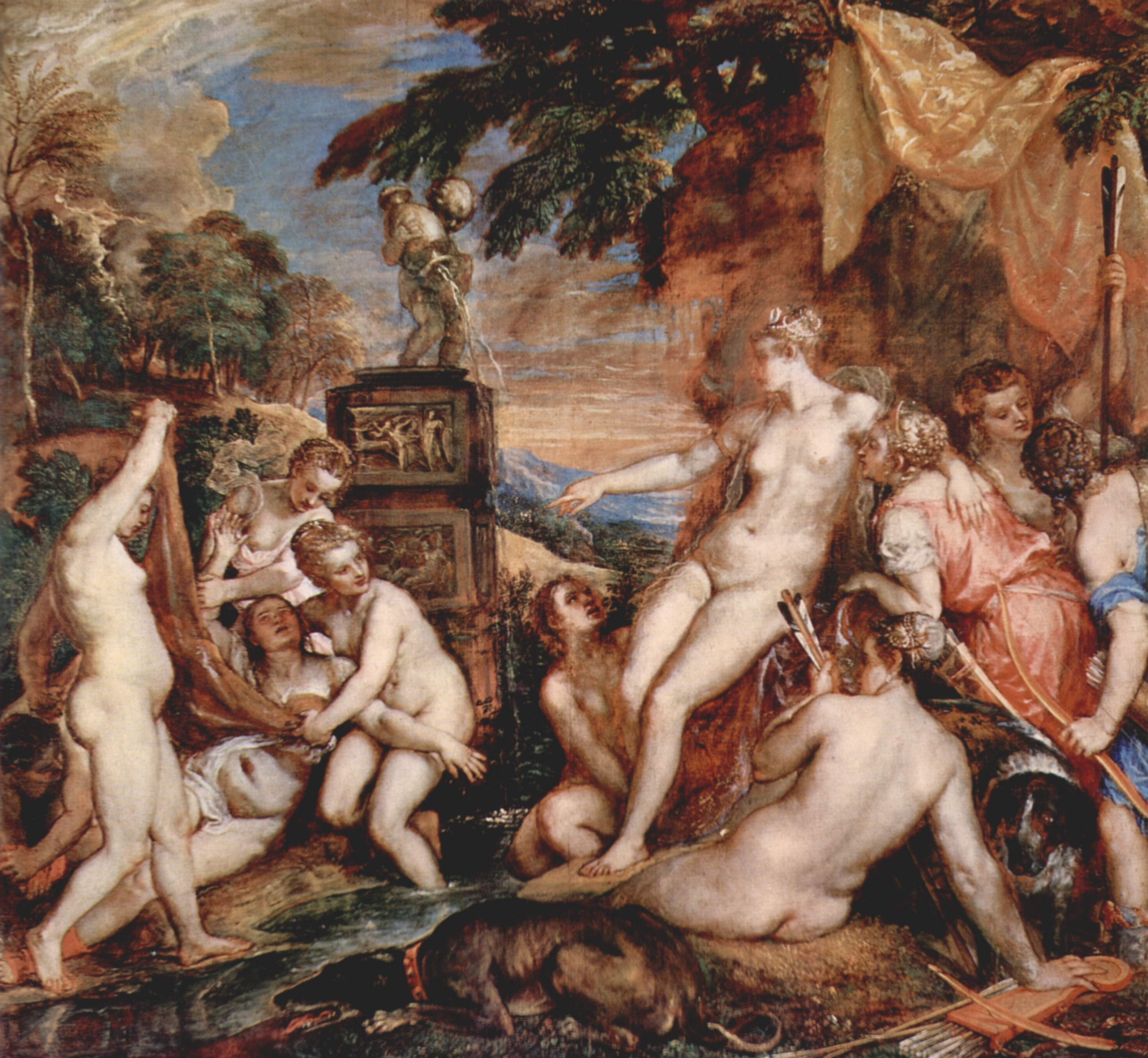
Діана та Калісто, 1556-1559, написана Титаном, Шотландська національна галерея, Едінбург

Тітій. Убитий, адже жадав зґвалтувати Лето (за наказом Гери).
Хіона. Хіона була царівною. Вона була кохана двома богами: Гермесом і Аполлоном, і хвалилася, що гарніша за Артеміду, адже змусила двох богів відразу ж закохатися в неї. Розлючена Артеміда вбила Хіону стрілою. Деякі версії цього міфу говорять про те, що Аполлон і Гермес захищали Хіону від гніву Артеміди.
Сипроїт. Сипроїт — хлопчик, який випадково бачить купання Артеміди. Через це богиня перетворила його на дівчину.
Актеон. Коли син Арістея Актеон підглядав, як Артеміда купається і похизувався цим перед друзям, вона перетворила Актеона на оленя. Собаки Артеміди (або безпосередньо Актеона), яких було п'ятдесят, розірвали зухвальця на шматки.
Алоади. Отос і Ефіальт були агресивними велетнями й мисливцями та не могли бути вбиті ніким іншим, окрім один одного. Зростання Алоадів ніколи не припинялося, і вони хвалилися, що тільки-но зможуть досягти небес, викрадуть Артеміду і Геру (або ж Афіну) і візьмуть їх як дружин. Боги боялися їх, за винятком Артеміди, яка перетворилася на лань і вискочила між ними. Алоади одночасно кинули в лань свої списи та ненавмисне вбили один одного.
Інші жертви:
- Гратіон (гігант). Убитий.[23]
- Гіппа (донька Хірона). Перетворена на кобилицю.[24]
- Дріант з Танагри.[25]
- Аталанта і Гіппомен. Перетворені на левів.[16]
- Амфіон і його доньки. Вбиті стрілами.[14]
- Мера. Вбита.
- Фалек. Тиран. Його вбила левиця, послана Артемідою.
- Лімон. Вражений стрілою.

## Культ Артеміди

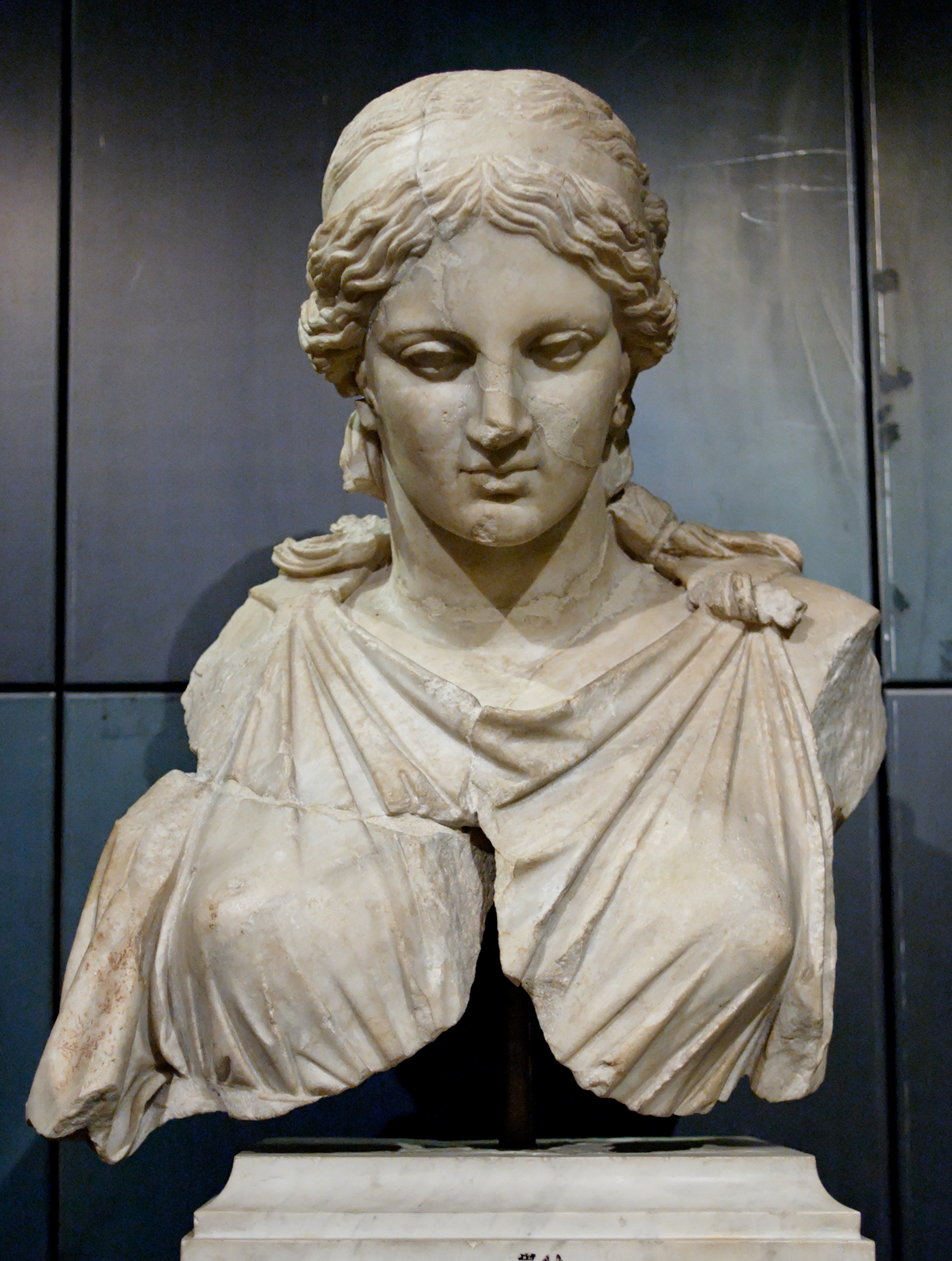
Мармуровий бюст Артеміди, який створив Кефісодот.

Улюбленим місцем перебування Артеміди вважалася гірська й лісиста Аркадія, де вона мала храми священних тварин і місця полювання. В Етолії їй був присвячений вепр, в Аркадії й Аттиці — ведмідь (жриці надягали ведмежі шкури й виконували культовий танець ведмедів), але в усій Греції вважали, що її улюбленицею була лань. Щороку навесні відбувались елафеболії — свята полювання на оленів, — на яких у жертву Артеміді приносили оленів або пироги у формі цих тварин. Артеміда була захисницею биків — Артеміда Тавропола. Співзвучність імення Тавропола зі стародавньою назвою Криму наводить на думку, що зародки культу Артеміди слід шукати в Криму, однак свідченням грецького походження богині є написи мікенської доби, коли ще не було жодних зносин греків з Таврідою. Як богиня рослинності Артеміда була також божеством родючості. Цей культ передусім був поширений в Ефесі, де на честь богині споруджено відомий храм («сьоме чудо світу»), який пізніше спалив Герострат. Артеміда, шанована тут як мати-годувальниця, зображувалася з численними сосками. Як богиню родючості Артеміду вважали божеством дітонародження й іноді ототожнювали з Ілітією.
Артеміда вважалася покровителькою молоді (Артеміда Педотрофос, Артеміда Куротрофос). У Спарті до святині Артеміди-годувальниці приносили немовлят, супроводжуючи цю акцію танцями й бенкетами. В Іонії на свято апатурії в жертву Артеміді давали волосся дітей, а дівчата шанували її як богиню цнотливості та перед шлюбом офірували їй пасмо волосся, пояс або вбрання. Адметові, який забув перед шлюбом принести жертву Артеміді, вона послала в шлюбне ложе змію. Шанували її і як божество війни. У Спарті перед боєм у жертву Артеміді приносили козу, а в Афінах у вересні й жовтні щороку на відзначення перемоги в Марафонській битві офірували 500 кіз.
Спочатку в жертву Артеміді приносили людей; у Спарті існував звичай перед вівтарем Артеміди Ортії («Випрямленої», тобто перед старовинним її дерев'яним образом) до крові бити дітей. У Гомерівському епосі Артеміда з богині-володарки тварин перетворюється на богиню-покровительку полювання, що було улюбленою розвагою родової знаті. Оріон (варіант: Актеон) за деякими міфами загинув тому, що намагався перемогти Артеміду в полюванні. В цей період Артеміда зображувалась у довгому жіночому вбранні або в пристосованому для полювання хітоні. Як правило, за плечима в неї був сагайдак, а в руках лук або смолоскип.
У Римі Артеміда ототожнюється з місцевим божеством Діаною. На Діану переносяться всі функції грецької богині, і вона стає покровителькою полювання, дітонародження (Діана Люціна), захисницею деяких звірів. Храм Діани був на Авентинському пагорбі (Діана Авентіна). Її вважали також покровителькою рабів і плебеїв. У місті Аріції культ Діани супроводився кривавими жертвоприношеннями і її жерцем міг бути тільки раб.

## Атрибутика

### Незайманість
Важливим аспектом персони та поклоніння Артеміди була її незайманість, що може здатися суперечливим, враховуючи її роль богині, пов’язаної з пологами. Ймовірно, що уявлення про Артеміду як про богиню-діву пов’язане з її основною роллю мисливиці. Мисливці традиційно утримувались від сексу перед полюванням на знак ритуальної чистоти і з віри, що запах відлякає потенційну здобич. Стародавній культурний контекст, у якому виникло поклоніння Артеміді, також вважав, що незайманість була передумовою шлюбу, а одружена жінка стала підпорядковуватися своєму чоловікові. У цьому світлі незайманість Артеміди пов’язана з її силою та незалежністю. Деякі пізніші грецькі письменники почали розглядати Артеміду як фригідну протилежність Афродіті.

### Як богиня-мати
Незважаючи на її незайманість, як сучасні, так і стародавні вчені пов’язують Артеміду з архетипом богині-матері. Артеміда традиційно була пов’язана з народжуваністю, і до неї зверталися з проханням допомогти з пологами. За Геродотом, грецький драматург Есхіл ототожнював Артеміду з Персефоною як дочку Деметри. Її шанувальники в Аркадії також традиційно асоціювали її з Деметрою і Персефоною. У Малій Азії її часто змішували з місцевими фігурами богині-матері, такими як Кібела та Анахіта в Ірані. Проте архетип богині-матері не був дуже сумісний з грецьким пантеоном, і хоча греки прийняли поклоніння Кібелі та іншим анатолійським богиням-матерям ще в 7 столітті до нашої ери, вона не була безпосередньо пов’язана з жодною грецькою богинею; натомість уривки її поклоніння та аспекти по-різному поглиналися Артемідою, Афродітою та іншими у міру поширення східного впливу.

### Як Ефеська пані
В Ефесі, що розташований в Іонії, Туреччина, храм Артеміди став одним із семи чудес світу. Це був, мабуть, найвідоміший центр її вшановування, за винятком Делоса. Там пані, яку іонійці пов’язували з Артемідою через interpretatio graeca, поклонялися насамперед як богині-матері, подібній до фригійської Кібели, у стародавньому святилищі, де її культове зображення зображало «пані з Ефесу», прикрашену кількома великими намистинами. Розкопки на місці Артемісії в 1987–1988 роках виявили безліч бурштинових намистин у формі сльози, які були підвішені на оригінальній дерев’яній статуї (xoanon) і, ймовірно, перенесені в пізніші скульптурні копії.

### Символи
Лук і стріла. Згідно з одним із гомерівських гімнів Артеміді, вона мала золотий лук і стріли. Артеміда вперше отримала лук і стріли від циклопів - такі ж, які попросила у свого батька. Лук Артеміди, крім того, став свідком клятви Каллісто про її незайманість.
Колісниці. Колісниця Артеміди була зроблена із золота, і її тягнули чотири золотих рогатих олені. Вуздечки її колісниці були також із золота.

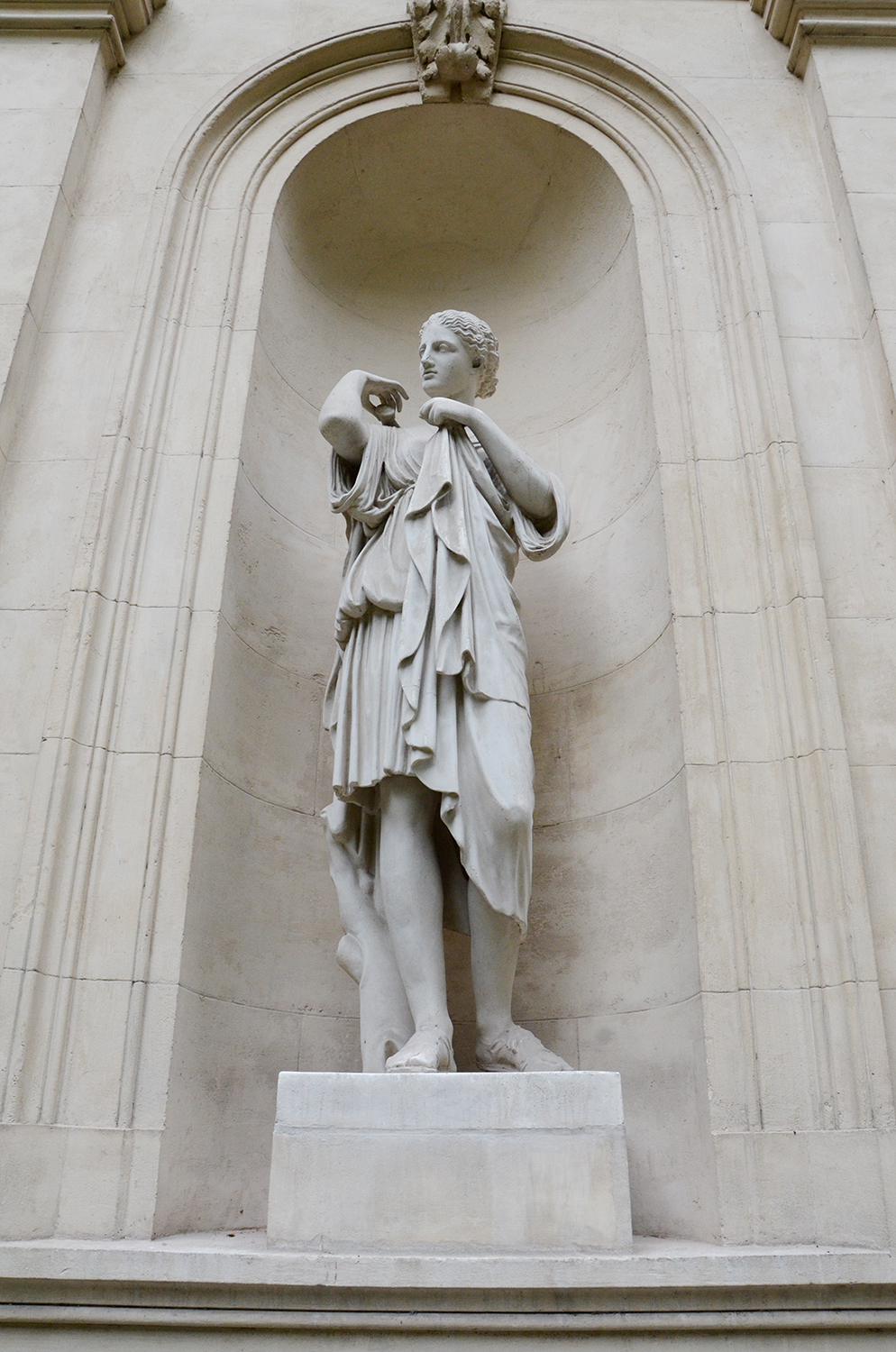
Статуя Артеміди

Списи, сітки та ліра. Хоча досить рідко, та Артеміда іноді зображується з мисливським списом. Її святилище в Етолії, Артеміді Етолійській, зображає її з цією зброєю. Опис списа Артеміди можна знайти в «Метаморфозах» Овідія, тоді як Артеміда з рибальським списом пов’язана з її культом як богині-покровительки рибальства. Як богиня дівочих танців і пісень, Артеміда часто зображується в античному мистецтві з лірою.
Олень. Олені були єдиними тваринами, священними для самої Артеміди. Побачивши оленя, більшого за бика з сяйливими рогами, вона закохалася в цих створінь і освятила їх. Олені також були першими тваринами, яких вона зловила.
Вона зловила п’ятьох золоторогих оленів і запрягла їх у свою колісницю. 
Третій подвиг Геракла, доручений Еврісфеєм, полягав у тому, щоб зловити керинейську лань живою. Геракл благав Артеміду про прощення за її вполювання та обіцяв повернути тварину живою. Артеміда пробачила його, але в гніві накинулася на Еврісфея.
Мисливський собака. Артеміда дістала своїх мисливських собак у Пана в лісі Аркадія. Пан подарував Артеміді двох чорно-білих собак, трьох рудих і одного плямистого – ці собаки вміли полювати навіть на левів. Пан також дав Артеміді 7 сук найкращої аркадської раси. Проте Артеміда водила з собою лише сім собак на полювання одночасно.
Ведмідь. З культу Браурона почалося принесення в жертву ведмедя для Артеміди. Щороку до храму Артеміди в Браурон відправляли дівчинку від п’яти до десяти років. Візантійський письменник Суїдос переказав легенду в "Брауронському ведмеді". Артеміда приручила ведмедя і представила його жителям Афін. Вони торкалися його і гралися з ним, поки одного разу група дівчат не стала глузувати з ведмедя, і той напав на них. Брат однієї з дівчат убив ведмедя, тож Артеміда в помсту йому послала чуму. Афіняни порадилися з оракулом, щоб зрозуміти, як покінчити з чумою. Оракул запропонував, щоб в плату за кров ведмедя жодній афінській діві не було дозволено одружитися, поки вона не послужить Артеміді в її храмі.
Кабан. Кабан – одна з улюблених тварин мисливців, а також важко приручається. На честь майстерності Артеміди люди приносили його в жертву богині. Еней і Адоніс були вбиті кабаном Артеміди.
Цесарка. Артеміда пожаліла Мелеагрідів, коли вони оплакували свого загиблого брата Мелеагра, тому перетворила їх на цесарок, які стали її улюбленими тваринами.
Яструб. Яструби були улюбленими птахами багатьох богів, у тому числі й Артеміди.

## Іконографія
Зі скульптурних зображень Артеміди, які збереглись до нашого часу, найвідоміша луврська статуя Артеміди; статуї богині є також у музеях Мюнхена, Неаполя, Берліна тощо. Кілька погрудь Артеміди є в Ермітажі (одне з них, — можливо, копія роботи Праксітеля). Образ Діани надихав Тіціана, Веронезе, Рубенса, Рембрандта, Ф. Щедріна, Джованні Бокаччо, Генріха Гейне та ін.